# Ramy
Ramy é uma série de televisão americana de comédia e drama que estreou em 19 de abril de 2019 no Hulu . Em maio de 2019, o Hulu renovou a série para uma segunda temporada.

## Premissa
Ramy segue "um muçulmano americano de primeira geração que está em uma jornada espiritual em seu bairro politicamente dividido em Nova Jersey. Ele explora os desafios de como é ser pego entre uma comunidade egípcia que acha que a vida é um teste moral e uma geração milenar que acha que a vida não tem consequências ".

## Elenco
- Ramy Youssef como Ramy Hassan, o principal protagonista da série. Ele é um muçulmano americano milenar que luta com sua fé e estilo de vida, para julgar seus amigos e familiares.
- Mohammed Amer como Mo
- Dave Merheje como Ahmed
- Stephen Way como Stevie, amigo de longa data e colega de trabalho de Ramy. Eles se familiarizam após os ataques de 11 de setembro, quando Ramy é alienado devido à sua fé muçulmana.[3]
- Hiam Abbass como Maysa Hassan
- Que Calamawy como Dena Hassan, irmã de Ramy. Embora ela seja uma estudante de graduação, Dena está frustrada por suas ações e comportamento ainda serem restritos por seus pais superprotetores. Isso faz com que ela critique regularmente os padrões duplos contra os quais ela e Ramy são julgados.
- Amr acordou como Farouk Hassan
- Laith Nakli como tio Naseem, o tio barulhento de Ramy e Dena. Ele é dono de uma joalheria, onde emprega Ramy após ser demitido de uma startup. Ele casualmente faz declarações sexistas e anti-semitas, apesar de trabalhar com joalheiros judeus. Naseem é muito protetor com sua família, especialmente com sua irmã Maysa.
- Poorna Jagannathan como Salma
- Rosaline Elbay como Amani, prima de Ramy que ele conhece em uma expedição espiritual ao Cairo.[4]
- Shadi Alfons como Shadi, seu primo americanizado que tenta mostrar Ramy pelo Cairo.
- Kate Miller como Vivian

## Prêmios e Indicações
| Ano  | Prêmio                            | Categoria                                   | Nomeado        | Resultado | Ref.   |
| ---- | --------------------------------- | ------------------------------------------- | -------------- | --------- | ------ |
| 2019 | Critics' Choice Television Awards | Melhor Ator em Série de Comédia             | Ramy Youssef   | Indicado  | [ 5 ]  |
| 2019 | Globo de Ouro                     | Melhor Ator em Série de Comédia ou Musical  | Ramy Youssef   | Venceu    | [ 6 ]  |
| 2019 | Gotham Independent Film Awards    | Série Revelação - Curta Duração             | Ramy           | Indicado  | [ 7 ]  |
| 2019 | Peabody Awards                    | Entretenimento                              | Ramy           | Venceu    | [ 8 ]  |
| 2019 | SXSW Film Festival                | Prêmio Episódico do Público                 | Ramy           | Venceu    | [ 9 ]  |
| 2020 | Emmy Awards                       | Melhor Direção em Série de Comédia          | Ramy Youssef   | Indicado  | [ 10 ] |
| 2020 | Emmy Awards                       | Melhor Ator em Série de Comédia             | Ramy Youssef   | Indicado  | [ 10 ] |
| 2020 | Emmy Awards                       | Melhor Ator Coadjuvante em Série de Comédia | Mahershala Ali | Indicado  | [ 10 ] |
| 2020 | TCA Awards                        | Conquista individual na comédia             | Ramy Youssef   | Indicado  | [ 11 ] |
| 2021 | Critics' Choice Television Awards | Melhor Série de Comédia                     | Ramy           | Indicado  | [ 12 ] |
| 2021 | Critics' Choice Television Awards | Melhor Ator em Série de Comédia             | Ramy Youssef   | Indicado  | [ 12 ] |
| 2021 | Globo de Ouro                     | Melhor Ator em Série de Comédia ou Musical  | Ramy Youssef   | Indicado  | [ 13 ] |
| 2021 | NAACP Image Awards                | Melhor Revelação Criativa - Televisão       | Ramy Youssef   | Indicado  | [ 14 ] |
| 2021 | Satellite Awards                  | Melhor Série - Comédia ou Musical           | Ramy           | Indicado  | [ 15 ] |
| 2021 | Satellite Awards                  | Melhor Ator - Comédia ou Musical            | Ramy Youssef   | Indicado  | [ 15 ] |
| 2021 | SAG Awards                        | Melhor Ator em Série de Comédia             | Ramy Youssef   | Indicado  | [ 16 ] |